# Vakinankaratra
Vakinankaratra er en af Madagaskars regioner og ligger i provinsen Antananarivo. Regionen har 1.589.800 indbyggere og dekker et areal på 16.599 km². Hovedstaden er byen Antsirabe.
Vakinankaratra er inddelt i 6 distrikter og 86 kommuner.

## Historie
Kongeriget Vakinankaratra, ved floden Andrantsay, blev grundagt i starten af det 17. århundrede af Andrianony, en prins der stammede fra Alasora syd for Antananarivo. Længe lå Andrantsays hovedstad i Fivavahana (ofte forkortet Fiva) i distriktet Betafo. Den lokale befolkning kaldte sig da Betsileo, et navn som senere skulle blive navnet på deres naboer mod syd.
Rigets højdepunkt var i midten af det 18. århundrede. Under koloniseringen af landet blev det administrative center i regionen flyttet til Antsirabe, som hurtigt voksede og blev en vigtig og moderniseret by.

## Distrikter
- Antsirabe I
- Antsirabe II
- Ambatolampy
- Betafo
- Antanifotsy
- Faratsiho

## Eksterne kilder og henvisninger
1. ↑  Profile des marchés pour les évaluations d’urgence de la sécurité alimentaire p. 27, Eliane Ralison og Frans Goossens 2006 hentet 5. maj 2009

- Région Vakinankaratra – Officiel side Arkiveret 2. juli 2006 hos  Wayback Machine (på fransk)

19°52′S 47°2′Ø / 19.867°S 47.033°Ø